# Троје из пакла
Троје из пакла (енгл. 3 from Hell) амерички је сплатер хорор филм са елементима црне комедије из 2019. године, редитеља и сценаристе Роба Зомбија, са Шери Мун Зомби, Билом Мозлијем, Сидом Хејгом, Ричардом Брејком, Данијелом Роубаком, Ди Волас и Данијем Трехом у главним улогама. Представља наставак филмова Кућа хиљаду лешева (2003) и Ђавољи шкарт (2005). Радња је смештена 10 година након краја претходног дела и прати бегунце из затвора, Бејби и Отиса, који са још једним чланом пордице Фајерфлај одлазе у Мексико, где настављају своје злочине. Ово је једна од последњих улога Сида Хејга, који је преминуо 5 дана након премијере филма. Пошто је Хејг био тешко болестан и за време снимања филма, његова улога је минимизована и већим делом замењена новим ликом кога тумачи Ричард Брејк. 
Продукцијска кућа Лајонсгејт приказала је филм у биоскопима током само три ноћи и за то време зарадио је 2,2 милиона долара. Добио је помешане оцене критичара, нешто слабије од претходна два дела. На сајту Ротен томејтоуз оцењен је са 58%. Како је у првом делу најистакнутији лик Капетана Сполдинга (Сид Хејг), у другом Отиса Дрифтвуда (Бил Мозли), у овом је Бејби Фајерфлај (Шери Мун Зомби). Бил Мозли и Ди Волас су били номиновани за награду Метар страха у категорији најбољег главног глумца и најбоље споредне глумице.

## Радња
Након крвавог обрачуна са полицијом на крају Ђавољег шкарт, Капетан Сполдинг, Отис Дрифтвуд и Бејби Фајерфлај су на опште изненађење успели да преживе и наредних 10 година провели су у затвору док им није завршено суђење. Случај је био веома добро пропраћен у медијима, а појединци су стали и на страну оптужених, пошто су сматрали да нема довољно поузданих доказа за њихове злочине. На крају, сво троје су осуђени на казну доживотног затвора, а Капетан Сполдинг је уз то погубљен смртоносном инјекцијом.
Отис и Бејби ипак успевају да побегну из затвора уз помоћ Отисовог полубрата Фоксија. Успевају да стигну до Мексика где настављају са својим злочинима...

## Улоге
| Глумац              | Улога                              |
| ------------------- | ---------------------------------- |
| Шери Мун Зомби      | Вера-Елен Вилсон „Бејби Фајерфлај” |
| Бил Мозли           | Отис Б. Дрифтвуд                   |
| Сид Хејг            | Џони Ли Џонс „Капетан Сполдинг”    |
| Ричард Брејк        | Винслоу Фоксворт „Фокси” Колтрејн  |
| Дани Трехо          | Рондо                              |
| Ди Волас            | Грета                              |
| Данијел Роубак      | Морис Грин                         |
| Џеф Данијел Филипс  | Варден Вирџил Далас Харпер         |
| Панчо Молер         | Себастијан                         |
| Стивен Мајкл Кезада | Дијего                             |
| Џеки С. Гарсија     | Принсеса                           |
| Бил Оберст мл.      | Тони Командо                       |
| Луцинда Џени        | Небраска                           |
| Остин Стокер        | Ерл Гибсон                         |
| Емилио Ривера       | Акваријус                          |
| Клинт Хауард        | Баги Бричес                        |
| Дејвид Ери          | Травис О'Рорк                      |
| Ричард Едсон        | Карлос Перо                        |
| Вејд Вилијамс       | Бафорд Татл                        |
| Силвија Џефриз      | Хедер „Старшип” Гејлен             |
| Дот-Мери Џоунс      | „Слекџо”                           |
| Емилијано Дијез     | Родриго                            |
| Ричард Рил          | шериф Волф                         |
| Грег Серано         | „Ворлок”                           |
| Кристофер Б. Данкан | „Глеси” Волф                       |
| Чаз Боно            | Дигби Невил                        |
| Двејн Витакер       | господин Банкхед                   |